# PKP Cargo

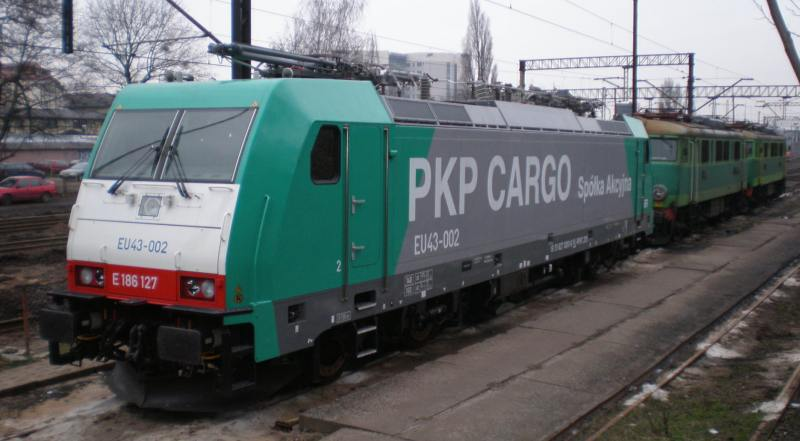
Bérelt PKP EU43 sorozatú villamosmozdony az ATC színeiben, PKP Cargo feliratokkal

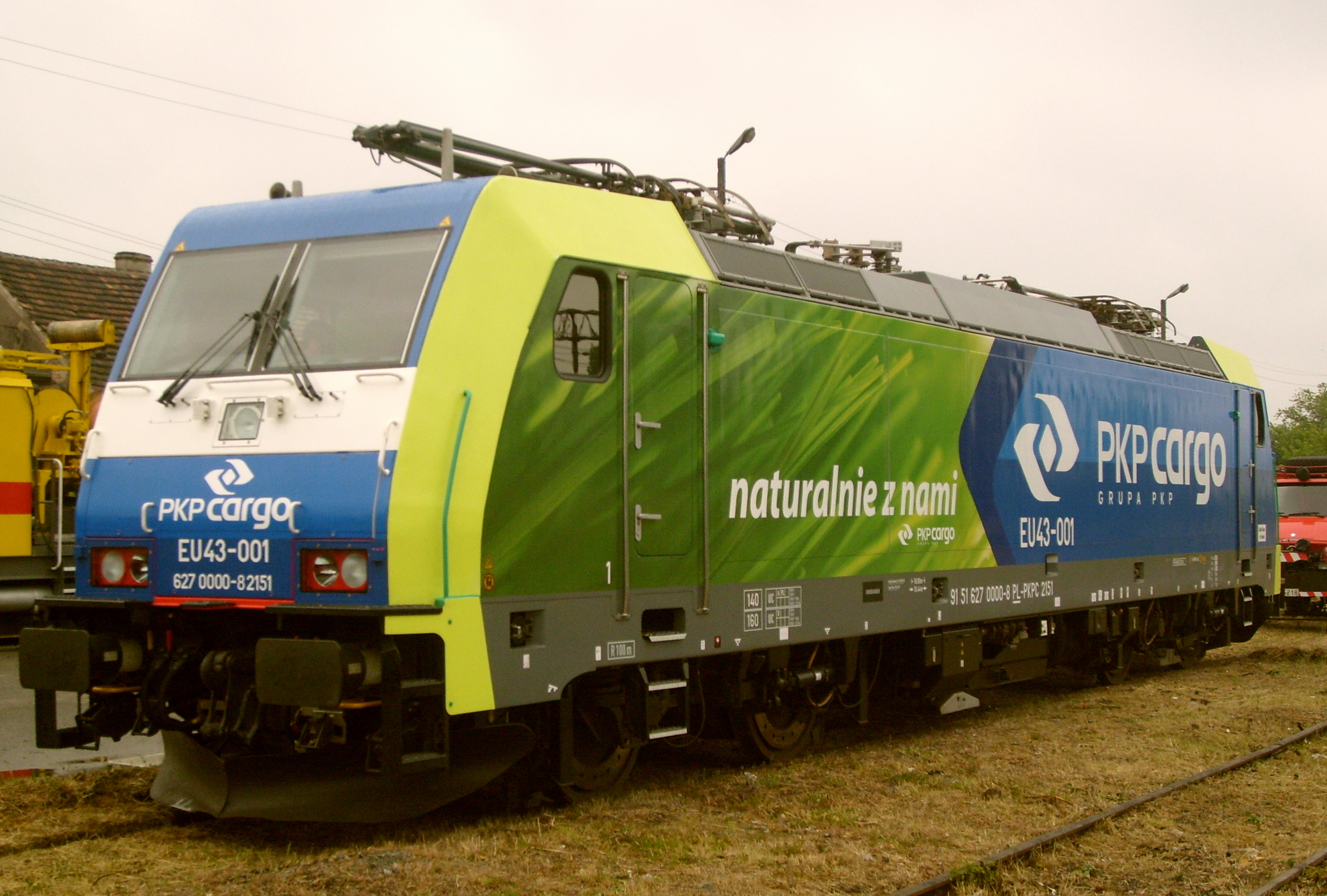
A cég egyik Bombardier TRAXX mozdonya

A PKP Cargo a lengyel PKP csoport teherszállítással foglalkozó leányvállalata, Európa második legnagyobb áruszállítója. A társaság tulajdonában van 3549 mozdony és 50731 tehervagon. A cég a PKP-ból vált ki az Európai Uniós szabályozásnak megfelelően. A cég többségi tulajdonosa a PKP, mely 50+1%-nyi részvényt birtokol, a többi részvényt magánbefektetők vásárolták meg.
A vállalat első mozdonya 2013 november 4-én lépett be Magyarországra. A tervek szerint miután a szükséges engedélyeket megkapta, szénszállító vonatokat fog továbbítani.